# Inter-Secondary Schools Boys and Girls Championships
Inter-Secondary Schools Boys and Girls Championships, ou ainda Boys and Girls Champs, mas mais conhecida simplesmente por Champs, é o principal campeonato interescolar de atletismo da Jamaica. Esta competição reúne mais de três mil jovens, é transmitida por TV em rede nacional e superlota o Independence Park, que é o principal estádio de Kingston, que tem capacidade para 40 mil pessoas.

## História e Importância
O campeonato é realizado desde 1910, e desde então revelou muitos campeões olímpicos e mundiais de atletismo. Apenas nas Olimpíadas de Londres-2012, 20 atletas medalhistas jamaicanos, incluindo Usain Bolt e Shelly-Ann Fraser-Pryce, ouro nos 100m masculino e feminino respectivamente, foram descobertos na Champs.
Em 2015, por exemplo, o campeão dos 400m rasos masculino, Akeem Bloomfield, de 17 anos, terminou a prova com um tempo de 44 segundos e 93 centésimos, que lhe daria, para se ter uma ideia, a sexta colocação no último mundial de atletismo.
Em entrevista dada a revista Veja, em 2012, Usain Bolt revelou que "essa competição é tão importante para os jamaicanos quanto uma Olimpíada." Segundo ele, a experiência neste campeonato lhe serviu "porque nele ele aprendeu a controlar os nervos e a lidar com grandes plateias, barulho e outras coisas que podem atrapalhar. Na sua primeira final dos Champs, ele estava mais nervoso que na sua primeira final olímpica."